# Donje Crnatovo
Donje Crnatovo (cyr. Доње Црнатово) – wieś w Serbii, w okręgu toplickim, w gminie Žitorađa. W 2011 roku liczyła 461 mieszkańców.